# Mark Robins
Mark Gordon Robins (Ashton-under-Lyne, 22 dicembre 1969) è un allenatore di calcio ed ex calciatore inglese, di ruolo attaccante attuale tecnico dello Stoke City.
Come giocatore, è stato un attaccante dal 1986 al 2005. Dopo aver iniziato la sua carriera con il Manchester United, ha continuato a giocare in Premier League per Norwich City e Leicester City prima di giocare nella Football League con Reading, Manchester City, Walsall, Rotherham United, Bristol City, Sheffield Wednesday e in Europa con Copenhagen, Ourense e Panionios. Ha terminato la sua carriera nella Conference National con Burton Albion ed è stato convocato sei volte per la squadra inglese under 21. Nel 2007 è diventato manager del Rotherham United, ed è entrato a far parte del Barnsley nella stessa carica nel 2009, prima di lasciare nel 2011, a seguito di differenze tra lui e il consiglio.

## Carriera

### Giocatore

#### Club

##### Manchester Utd
Robins esordì in prima squadra al Manchester United dopo aver fatto parte delle sue giovanili. Robins ha giocato un ruolo fondamentale nella conquista della FA Cup per lo United nel 1990, primo trofeo dell'epopea di Alex Ferguson come manager del club, segnando il gol decisivo nel replay della semifinale contro l'Oldham Athletic e soprattutto il gol che ha permesso di battere il Nottingham Forest in trasferta nel terzo turno della competizione: i media inglesi speculavano sul fatto che Ferguson, la cui panchina era già traballante a causa del momentaneo 15º posto in campionato e l'eliminazione prematura dalla Leuague Cup, sarebbe stato esonerato in caso di esclusione dalla competizione, invece grazie al gol di Robins, su assist di Mark Hughes, permise all'allenatore di mantenere il suo lavoro e iniziare una vera dinastia coi red devils che porterà 38 trofei nella bacheca del club nei successivi 23 anni.
In quella stagione Robins segnò 7 gol in First Division e 3 in FA Cup. Il suo gol nel terzo turno della FA Cup ha reso Robins il primo giocatore a segnare una marcatura per il Manchester United negli anni 90.
Quell'anno fu secondo solo a Hughes come gol segnati per lo United, mentre il partner offensivo di Hughes, Brian McClair, aveva segnato solamente 5 reti, e cominciava a sembrare che Robins potesse rubare il posto a McClair come secondo violino dell'attacco dei red devils. McClair però riprese a segnare con regolarità nella stagione successiva, mentre Robins mise insieme solo 19 apparizioni in First Division e 4 reti. Il suo periodo di gloria in quella stagione lo ebbe in settembre in quanto segnò un gol al Luton Town e una doppietta al QPR un due partite consecutive di campionato. Al termine della stagione la squadra conquistò la Coppa delle Coppe.
La stagione 1991-1992 fu molto difficile per Robins, infatti scese in campo solamente per 2 volte in campionato e complessivamente solo 8 volte tra tutte le competizioni. I suoi unici gol quell'anno arrivarono grazie ad una doppietta contro il Portsmouth, nel terzo turno di League Cup, conquistata poi al termine della stagione. Il 19 novembre la squadra vince la Supercoppa UEFA 1991 battendo la Stella Rossa ma Robins rimane in panchina per tutta la partita.
Al termine della stagione richiede il trasferimento.

##### Norwich City
Fu acquistato nell'estate del 1992 dal Norwich City per £800 000. Nella sua prima partita di campionato per il Norwich segnò una doppietta che permise di battere l'Arsenal per 4-2 ad Highbury, nella giornata inaugurale della prima stagione di sempre di Premier League. I Canaries erano in svantaggio per 0-2 prima che Robins segnasse il primo gol del club in Premier League al 69', seguito a breve dalle reti di David Phillips and Ruel Fox, prima che Robins completasse il tabellino con il suo secondo gol, al 84'. Al termine della stagione la squadra si classificò 3ª in campionato, qualificandosi per la Coppa UEFA, dopo esser stata in cora per il titolo fino circa ad aprile, prima che il Manchester United, vecchia squadra di Robins, vinse il titolo.
L'annata successiva a causa di un infortunio di Robins e di un calo generale della squadra terminò solamente con un 12º posto in campionato nonostante una buona partenza. Un'ottima prestazione fu invece fatta in Coppa UEFA dove, nonostante l'eliminazione agli ottavi da parte dell'Inter, i canaries eliminarono il Bayern Monaco vincendo per 2-1 all'Olympiastadion, prima squadra inglese a riuscire nell'impresa.
La stagione 1994-1995 comincia abbastanza bene per Robins, con 4 gol nelle prime 11 presenze, ma a causa di dissidi con il nuovo allenatore, John Deehan, ex viceallenatore della squadra, è costretto a cambiare maglia.

##### Leicester City e prestiti
Si unisce al Leicester City nel gennaio del 1995 per un milione di sterline, con la squadra ultima in classifica. Il suo debutto fu fortunato: vittoria in trasferta per 1-0 sul Manchester City grazie a un suo gol. Nonostante i suoi 5 gol la retrocessione non viene evitata al termine della stagione.
La stagione seguente tuttavia la squadra riesce a conquistare subito la promozione grazie ai playoff, in campionato arrivarono quinti, e a tornare in Premier League.
Nell'annata 1996-1997, dopo aver trovato poco spazio nel Leicester, si trasferì per un mese circa al Copenaghen, dove segna 4 gol in 6 partite di campionato, aiutando il club in un momento difficile. Tra i tifosi del Copenaghen, la coppia formata da Robins e il suo partner offensivo Michael Manniche acquisì il nickname di "Batmanne e Robins". Tornato al Leicester in gennaio, fa parte della formazione che gioca le due partite di finale di League Cup contro il Middlesbrough, pareggiando la prima e vincendo il replay, vincendo la competizione.
La stagione successiva non trova nuovamente spazio nelle rotazioni del Leicester e in agosto passa in prestito per un mese al Reading, in First Division, dove gioca 5 partite senza segnare. Rientrato al Leicester non giocherà mai per le foxes, venendo ceduto a gennaio in prestito alla Ourense, in Segunda División spagnola, fino al termine della stagione.

##### Panionios, Manchester City e Walsall
Nella stagione 1998-1999 si accasa ai greci del Paniōnios, con i quali ritorna a disputare una partita in campo europeo grazie alla partecipazione della squadra alla Coppa delle Coppe: gioca 5 partite, condite da 2 gol, nella competizione. Mentre era al Panionios fece un breve ritorno in Inghilterra per giocare nel Manchester City, ma a causa di un infortunio fu costretto a al ritorno in Grecia.
Robins è tornato a giocare stabilmente in un campionato inglese nell'estate del 1999, quando ha firmato per il Walsall, militante in First Division. Nella sua unica stagione nel club ha segnato 8 gol in 46 partite.

##### Rotherham Utd
Nell'estate del 2000, dopo un solo anno al Walsall, Robins firma per il Rotherham Utd, di Second Division. Il suo esordio con la nuova maglia è proprio contro la sua ex squadra, il Walsall, in una sconfitta per 2-3 dove lui sigla una doppietta. Nella sua prima stagione al Rotherham segna 26 gol tra tutte le competizioni, inclusa una tripletta nella vittoria per 4-3 sullo Swindon Town. La squadra grazie al 2º posto in campionato viene promossa in First Division. Nelle due stagioni successive, nelle quali la squadra arriva rispettivamente 21ª e 15ª in campionato, evitando entrambe le volte la retrocessione, Robins segna 16 e 12 gol.

##### Ultimi anni e ritiro
Nel febbraio 2003 Robins viene prestato al Bristol City. Ha segnato al suo debutto con la nuova squadra in una partita di Football League Trophy contro il Cambridge Utd. nel suo breve periodo al Bristol City ha segnato 5 gol in 8 presenze ed ha aiutato la squadra a raggiungere la finale di Football League Trophy. Non ha potuto prendere parte però alla finale in quanto già richiamato dal Rotherham. Il Bristol ha poi vinto il trofeo.
Lasciato definitivamente il Rotherham, Robins si è unito allo Sheffield Wednesday nel dicembre del 2003. Come già fatto col Bristol City, Robins segna una doppietta al debutto, nella partita di Football League Trophy vinta dallo Sheffield sul Carlisle Utd.
Robins ha terminato la sua carriera come calciatore nel Burton Albion, militante in National League, al quale si è aggregato dopo aver lasciato lo Sheffield Wednesday nel 2004. È rimasto al Burton fino al gennaio 2005, quando si è ritirato per tornare al Rotherham United nel ruolo di assistente allenatore.

#### Nazionale
Robins ha fatto il suo debutto con l'Inghilterra under-20 al Torneo di Tolone nel maggio 1990. Gioca da titolare la prima partita del girone contro il Portogallo in cui l'Inghilterra perde 0-1. La partita successiva segna 5 gol contro la Francia in una vittoria per 7-3. Nell'ultima partita del girone segna un gol contro l'Unione Sovietica e l'Inghilterra si qualifica per la finale grazie alla vittoria per 2-1. Robins gioca per intero la finale nella quale l'Inghilterra si aggiudica la competizione battendo la Cecoslovacchia per 2-1. L'11 settembre 1990 segna un gol in un'amichevole contro Ungheria vinta 3-1 al The Dell. La sua ultima presenza per la nazionale inglese è in una sconfitta contro la Polonia valida per le qualificazioni al campionato europeo di calcio Under-21 del 1992. In totale Robins ha giocato 6 partite segnando 7 gol per l'Inghilterra under-21.

### Allenatore

#### Rotherham Utd
Robins si è unito come membro dello staff al Rotherham Utd dopo esserne stato un giocatore dal 2000 al 2003, come assistente dell'allenatore Alan Knill. Nel febbraio del 2007 i Millers avevano solamente 13 punti e la retrocessione sembrava ormai inevitabile. A causa di ciò Knill viene esonerato il 1º di marzo e Robins viene promosso provvisoriamente come allenatore. Il 6 aprile 2007, dopo aver vinto 3 partite su 6 come allenatore provvisorio ed aver risollevato la squadra dal fondo della classifica di Football League One, Robins firma ufficialmente il contratto come capo allenatore del club. La squadra finirà comunque penultima in classifica, venendo retrocessa. Robins ha guadagnato estimatori grazie alle successive due stagioni con i Millers. La prima stagione ha visto il Rotherham combattere per la promozione diretta per lunghi tratti della stagione, fino ad un drastico calo che costringe la squadra a finire 9ª in classifica, la seconda stagione termina invece con un 14º posto con 58 punti a causa di una penalizzazioni di 17 punti per irregolarità amministrative.

#### Barnsley
Robins fu assunto come manager del Barnsley, militante in Championship, nel settembre del 2009, subentrando a Simon Davey. Dopo la sua prima partita la squadra era ultima in campionato ed era una seria candidata per la retrocessione. Per Natale la squadra si trovava 9 punti sopra la zona retrocessione grazie ad una sere di 8 partite senza sconfitte tra ottobre e dicembre. Questo sprint fu seguito da un finale di stagione avaro di vittorie e costrinse la squadra ad accontentarsi della 18ª piazza in campionato, conquistando comunque la salvezza. Robins al termine della stagione 2010-2011, conclusa al 17º posto in campionato e con quindi un'altra salvezza, si dimette a causa di incomprensioni con la dirigenza.

#### Coventry City
Il 19 settembre 2012, Robins è stato assunto come allenatore del Coventry City, firmando un contratto di 3 anni. La sua prima partita è stata una sconfitta per 1-2 contro il Carlisle Utd alla Ricoh Arena.
Robins è diventato in breve tempo un beniamino dei tifosi portando la squadra, che si trovava nelle zone basse della classifica, in zona playoff nel breve tempo che ha passato nel club.
Robins ha portato anche la squadra all'Area Final del Football League Trophy che li ha lasciati a sole due partite dall'andare a Wembley. Il Coventry City ha inoltre affrontato due formazioni di Premier League in quel periodo. La prima è stata l'Arsenal nel terzo turno di League Cup, perdendo per 1-6, la seconda è stata la rivale della North London dell'Arsenal, ovvero il Tottenham, in una sconfitta per 0-3 che ha eliminato il Coventry al terzo turno anche di FA Cup.
Robins era stato avvicinato dai media alla panchina vacante del Doncaster e a quella di vari altri club ma non si concretizzò nulla. Il 12 febbraio però il Coventry rilascia un comunicato dicendo che a Robins era stato concesso il permesso di trattare con l'Huddersfield Town in merito alla posizione di allenatore che in quel momento era vacante.

#### Huddersfield Town
Il 14 febbraio 2013 Robins diventa ufficialmente l'allenatore dell'Huddersfield Town, firmando un rolling contract. La sua prima partita avvenne tre giorni dopo, una sconfitta per 1-4 contro il Wigan nel quinto turno di FA Cup al John Smith's Stadium. il 19 febbraio Robins allenò per la prima volta l'Huddersfield in campionato, perdendo 1-6 in trasferta contro il Nottingham Forest. La prima vittoria sulla nuova panchina arrivò per Robins il 26 febbraio, una vittoria per 1-0 contro il Burnley in trasferta al Turf Moor. La squadra si salvò dalla retrocessione in League One all'ultima giornata del campionato 2012-13, dopo il pareggio per 2-2 contro il Barnsley.
Dopo aver conquistato la salvezza anche nella stagione 2013-2014 grazie al 17º posto in campionato, Robins e l'Huddersfield rescindono il contratto che li legava dopo la prima partita della stagione 2014-2015, la sconfitta in campionato per 0-4 in casa contro il Bournemouth.

#### Scunthorpe Utd
Il 13 ottobre 2014, Robins viene assunto come allenatore allo Scunthorpe Utd, militante in League One. La prima stagione riesce a condurre la squadra alla salvezza grazie alla 16ª posizione in campionato. Nella stagione seguente, dopo aver conquistato solamente 2 delle ultime 8 partite, il 18 gennaio 2016 viene esonerato, lasciando la squadra a 6 punti dalla zona retrocessione.

#### Ritorno al Coventry City
Il 6 marzo 2017, il Coventry City annuncia di aver riassunto Robins come allenatore il giorno dopo aver esonerato il tecnico precedente, Russell Slade.
Il 2 aprile 2017, Robins ha condotto il Coventry alla vittoria per 2-1 nella finale dell'EFL Trophy contro l'Oxford United a Wembley. Robins ha conquistato la sua prima promozione come allenatore dopo aver guidato la squadra al 6º posto in campionato ed aver successivamente vinto la finale dei playoff a Wembley. Durante la stagione Robins e la squadra batterono numerosi record tra cui il primo piazzamento tra le migliori 6 del campionato degli ultimi 48 anni, la prima promozione negli ultimi 51 anni e il maggior numero di punti in una stagione. I risultati raggiunti da Robins e dalla squadra riscossero molti complimenti da sostenitori e stampa, considerando anche il fatto che il Coventy, da quando era retrocessa dalla Premier League nel 2001 era solamente retrocesso nella piramide calcistica inglese.
La vittoria nelle finali dei playoff di quell'anno rappresentarono la seconda vittoria ufficiale del Coventry a Wembley e il secondo trofeo di Robins in poco più di un anno.
Dopo un 8º posto nel campionato seguente, ottimo risultato per una neo promossa, l'11 ottobre 2019 Robins firma un nuovo contratto con il club.
Nella stagione 2019-2020, Robins ha portato il Coventry City alla conquista del campionato, classificandosi primi grazie a sole 3 sconfitte e rimanendo imbattuti dal 14 dicembre fino a fine stagione.
Il 28 luglio 2020 Robins viene nominato allenatore dell'anno della Football League One dalla League Manager Association. Il 7 novembre 2024, dopo un inizio a rilento nella stagione 2024-2025, il Coventry ne annuncia il licenziamento: in quel momento, Robins risultava essere l'allenatore più longevo del campionato.

#### Stoke City
Il 1º gennaio 2025, Robins è stato nominato allenatore dello Stoke City con un contratto di tre anni e mezzo, con Paul Nevin e James Rowberry come suoi assistenti.

## Statistiche

### Presenze e reti nei club
Statistiche aggiornate al termine della carriera.
| Stagione                 | Squadra                  | Campionato               | Campionato | Campionato | Coppe nazionali | Coppe nazionali | Coppe nazionali | Coppe continentali | Coppe continentali | Coppe continentali | Altre coppe | Altre coppe | Altre coppe | Totale | Totale |
| Stagione                 | Squadra                  | Comp                     | Pres       | Reti       | Comp            | Pres            | Reti            | Comp               | Pres               | Reti               | Comp        | Pres        | Reti        | Pres   | Reti   |
| ------------------------ | ------------------------ | ------------------------ | ---------- | ---------- | --------------- | --------------- | --------------- | ------------------ | ------------------ | ------------------ | ----------- | ----------- | ----------- | ------ | ------ |
| 1988-1989                | Manchester United        | FD                       | 10         | 0          | FACup+CdL       | 1+1             | 0               | -                  | -                  | -                  | -           | -           | -           | 12     | 0      |
| 1989-1990                | Manchester United        | FD                       | 17         | 7          | FACup+CdL       | 6+0             | 3+0             | -                  | -                  | -                  | -           | -           | -           | 23     | 10     |
| 1990-1991                | Manchester United        | FD                       | 19         | 4          | FACup+CdL       | 1+3             | 0               | CdC                | 3                  | 1                  | CS          | 1           | 0           | 27     | 5      |
| 1991-1992                | Manchester United        | FD                       | 2          | 0          | FACup+CdL       | 0+3             | 0+2             | CdC                | 3                  | 0                  | -           | -           | -           | 8      | 2      |
| Totale Manchester United | Totale Manchester United | Totale Manchester United | 48         | 11         |                 | 16              | 5               |                    | 6                  | 1                  |             | 1           | 0           | 71     | 17     |
| 1992-1993                | Norwich City             | PL                       | 37         | 15         | FACup+CdL       | ?               | ?               | -                  | -                  | -                  | -           | -           | -           | 37+    | 15+    |
| 1993-1994                | Norwich City             | PL                       | 13         | 1          | FACup+CdL       | ?               | ?               | CU                 | 2                  | 0                  | -           | -           | -           | 15+    | 1+     |
| 1994-gen. 1995           | Norwich City             | PL                       | 17         | 4          | FACup+CdL       | 0+4             | 0               | -                  | -                  | -                  | -           | -           | -           | 21     | 4      |
| Totale Norwich City      | Totale Norwich City      | Totale Norwich City      | 67         | 20         |                 | 4+              | 0+              |                    | 2                  | 0                  |             | -           | -           | 73+    | 20+    |
| gen.-giu. 1995           | Leicester City           | PL                       | 17         | 5          | FACup+CdL       | 2+0             | 0               | -                  | -                  | -                  | -           | -           | -           | 19     | 5      |
| 1995-1996                | Leicester City           | PL                       | 31+2       | 6+0        | FACup+CdL       | 2+3             | 0+4             | -                  | -                  | -                  | -           | -           | -           | 38     | 10     |
| lug.-ott. 1996           | Leicester City           | PL                       | 1          | 0          | FACup+CdL       | -               | -               | -                  | -                  | -                  | -           | -           | -           | 1      | 0      |
| ott.-dic. 1996           | Copenaghen               | SL                       | 6          | 4          | CD              | 2               | 0               | -                  | -                  | -                  | -           | -           | -           | 8      | 4      |
| gen.-giu. 1997           | Leicester City           | PL                       | 7          | 1          | FACup+CdL       | 2+6             | 0+1             | -                  | -                  | -                  | -           | -           | -           | 15     | 2      |
| lug.-ago. 1997           | Leicester City           | PL                       | 0          | 0          | FACup+CdL       | -               | -               | CU                 | -                  | -                  | -           | -           | -           | 0      | 0      |
| ago.-set. 1997           | Reading                  | FD                       | 5          | 0          | FACup+CdL       | 0               | 0               | -                  | -                  | -                  | -           | -           | -           | 5      | 0      |
| set. 1997-gen. 1998      | Leicester City           | PL                       | 0          | 0          | FACup+CdL       | 0               | 0               | CU                 | 0                  | 0                  | -           | -           | -           | 0      | 0      |
| Totale Leicester City    | Totale Leicester City    | Totale Leicester City    | 55+2       | 12         |                 | 15              | 5               |                    | 0                  | 0                  |             | -           | -           | 72     | 17     |
| gen.-giu. 1998           | Ourense                  | SD                       | 18         | 5          | CR              | -               | -               | -                  | -                  | -                  | -           | -           | -           | 18     | 5      |
| 1998-apr. 1999           | Paniōnios                | AE                       | 13         | 2          | CG              | 1               | 1               | CdC                | 5                  | 2                  | -           | -           | -           | 19     | 5      |
| apr. 1999                | Manchester City          | SD                       | 2          | 0          | FACup+CdL       | -               | -               | -                  | -                  | -                  | -           | -           | -           | -      | -      |
| apr.-giu. 1999           | Paniōnios                | AE                       | 0          | 0          | CG              | -               | -               | CdC                | -                  | -                  | -           | -           | -           | 0      | 0      |
| Totale Panionios         | Totale Panionios         | Totale Panionios         | 13         | 2          |                 | 1               | 1               |                    | 5                  | 2                  |             | -           | -           | 19     | 5      |
| 1999-2000                | Walsall                  | FD                       | 40         | 6          | FACup+CdL       | 2+4             | 1+1             | -                  | -                  | -                  | -           | -           | -           | 46     | 8      |
| 2000-2001                | Rotherham United         | SD                       | 42         | 24         | FACup+CdL       | 3+2             | 0+1             | -                  | -                  | -                  | FLT         | 1           | 1           | 48     | 26     |
| 2001-2002                | Rotherham United         | FD                       | 41         | 15         | FACup+CdL       | 0+2             | 0+1             | -                  | -                  | -                  | -           | -           | -           | 43     | 16     |
| 2002-feb. 2003           | Rotherham United         | FD                       | 10         | 2          | FACup+CdL       | 1+3             | 0+2             | -                  | -                  | -                  | -           | -           | -           | 14     | 4      |
| feb.-mar. 2003           | Bristol City             | SD                       | 6          | 4          | FACup+CdL       | -               | -               | -                  | -                  | -                  | FLT         | 2           | 1           | 8      | 5      |
| mar.-giu. 2003           | Rotherham United         | FD                       | 5          | 3          | FACup+CdL       | -               | -               | -                  | -                  | -                  | -           | -           | -           | 5      | 3      |
| lug.-dic. 2003           | Rotherham United         | FD                       | 9          | 0          | FACup+CdL       | 0+1             | 0               | -                  | -                  | -                  | -           | -           | -           | 10     | 0      |
| Totale Rotherham United  | Totale Rotherham United  | Totale Rotherham United  | 107        | 44         |                 | 12              | 4               |                    | -                  | -                  |             | 1           | 1           | 120    | 49     |
| dic. 2003-2004           | Sheffield Weds           | FD                       | 15         | 3          | FACup+CdL       | -               | -               | -                  | -                  | -                  | FLT         | 3           | 4           | 18     | 7      |
| 2004-2005                | Burton Albion            | FC                       | 9          | 1          | -               | -               | -               | -                  | -                  | -                  | FLT         | 1           | 0           | 21     | 0      |
| Totale carriera          | Totale carriera          | Totale carriera          | 393        | 112        |                 | 56+             | 17+             |                    | 13                 | 4                  |             | 8           | 6           | 471+   | 139+   |

### Statistiche da allenatore
Statistiche aggiornate al 20 gennaio 2025.
| Stagione                 | Squadra                  | Campionato               | Campionato | Campionato | Campionato | Campionato | Coppe nazionali | Coppe nazionali | Coppe nazionali | Coppe nazionali | Coppe nazionali | Coppe continentali | Coppe continentali | Coppe continentali | Coppe continentali | Coppe continentali | Altre coppe | Altre coppe | Altre coppe | Altre coppe | Altre coppe | Totale | Totale | Totale | Totale | % Vittorie | Piazzamento      |
| Stagione                 | Squadra                  | Comp                     | G          | V          | N          | P          | Comp            | G               | V               | N               | P               | Comp               | G                  | V                  | N                  | P                  | Comp        | G           | V           | N           | P           | G      | V      | N      | P      | %          | Piazzamento      |
| ------------------------ | ------------------------ | ------------------------ | ---------- | ---------- | ---------- | ---------- | --------------- | --------------- | --------------- | --------------- | --------------- | ------------------ | ------------------ | ------------------ | ------------------ | ------------------ | ----------- | ----------- | ----------- | ----------- | ----------- | ------ | ------ | ------ | ------ | ---------- | ---------------- |
| mar.-giu. 2007           | Rotherham Utd            | FL1                      | 12         | 4          | 1          | 7          | FACup+CdL       | -               | -               | -               | -               | -                  | -                  | -                  | -                  | -                  | FLT         | -           | -           | -           | -           | 12     | 4      | 1      | 7      | 33,33      | Sub. 23º (retr.) |
| 2007-2008                | Rotherham Utd            | FL2                      | 46         | 21         | 11         | 14         | FACup+CdL       | 2+1             | 0+0             | 1+0             | 1+1             | -                  | -                  | -                  | -                  | -                  | FLT         | 2           | 1           | 1           | 0           | 51     | 22     | 13     | 16     | 43,14      | 9º               |
| 2008-2009                | Rotherham Utd            | FL2                      | 46         | 21         | 12         | 13         | FACup+CdL       | 2+4             | 0+1             | 1+2             | 1+1             | -                  | -                  | -                  | -                  | -                  | FLT         | 5           | 2           | 1           | 2           | 57     | 24     | 16     | 17     | 42,11      | 14º              |
| ago.-set. 2009           | Rotherham Utd            | FL2                      | 6          | 5          | 0          | 1          | FACup+CdL       | 0+2             | 1               | 1               | 0               | -                  | -                  | -                  | -                  | -                  | FLT         | 1           | 0           | 0           | 1           | 9      | 6      | 1      | 2      | 66,67      | Dimis.           |
| Totale Rotherham Utd     | Totale Rotherham Utd     | Totale Rotherham Utd     | 110        | 51         | 24         | 35         |                 | 11              | 2               | 5               | 4               |                    | -                  | -                  | -                  | -                  |             | 8           | 3           | 2           | 3           | 129    | 56     | 31     | 42     | 43,41      |                  |
| set. 2009-2010           | Barnsley                 | FLC                      | 41         | 14         | 11         | 16         | FACup+CdL       | 1+2             | 0+1             | 0+0             | 1+1             | -                  | -                  | -                  | -                  | -                  | -           | -           | -           | -           | -           | 44     | 15     | 11     | 18     | 34,09      | Sub. 18º         |
| 2010-2011                | Barnsley                 | FLC                      | 46         | 14         | 14         | 18         | FACup+CdL       | 1+1             | 0+0             | 0+0             | 1+1             | -                  | -                  | -                  | -                  | -                  | -           | -           | -           | -           | -           | 48     | 14     | 14     | 20     | 29,17      | 17º              |
| Totale Barnsley          | Totale Barnsley          | Totale Barnsley          | 87         | 28         | 25         | 34         |                 | 5               | 1               | 0               | 4               |                    | -                  | -                  | -                  | -                  |             | -           | -           | -           | -           | 92     | 29     | 25     | 38     | 31,52      |                  |
| set. 2012-feb. 2013      | Coventry City            | FL1                      | 25         | 13         | 5          | 7          | FACup+CdL       | 3+1             | 2+0             | 0+0             | 1+1             | -                  | -                  | -                  | -                  | -                  | FLT         | 5           | 3           | 1           | 1           | 34     | 18     | 6      | 10     | 52,94      | Sub. Eson.       |
| feb.-giu. 2013           | Huddersfield Town        | FLC                      | 15         | 6          | 3          | 6          | FACup+CdL       | 1+0             | 0               | 0               | 1               | -                  | -                  | -                  | -                  | -                  | -           | -           | -           | -           | -           | 16     | 6      | 3      | 7      | 37,50      | Sub. 19º         |
| 2013-2014                | Huddersfield Town        | FLC                      | 46         | 14         | 11         | 21         | FACup+CdL       | 2+3             | 1+2             | 0+0             | 1+1             | -                  | -                  | -                  | -                  | -                  | -           | -           | -           | -           | -           | 51     | 17     | 11     | 23     | 33,33      | 17º              |
| Totale Huddersfield Town | Totale Huddersfield Town | Totale Huddersfield Town | 61         | 20         | 14         | 27         |                 | 6               | 3               | 0               | 3               |                    | -                  | -                  | -                  | -                  |             | -           | -           | -           | -           | 67     | 23     | 14     | 30     | 34,33      |                  |
| ott. 2014-2015           | Scunthorpe Utd           | FL1                      | 34         | 11         | 13         | 10         | FACup+CdL       | 5+0             | 1               | 4               | 0               | -                  | -                  | -                  | -                  | -                  | FLT         | -           | -           | -           | -           | 39     | 12     | 17     | 10     | 30,77      | Sub. 16º         |
| 2015-gen. 2016           | Scunthorpe Utd           | FL1                      | 26         | 9          | 5          | 12         | FACup+CdL       | 4+1             | 2+0             | 1+1             | 1+0             | -                  | -                  | -                  | -                  | -                  | FLT         | 1           | 0           | 0           | 1           | 32     | 11     | 7      | 14     | 34,38      | Eson.            |
| Totale Scunthorpe Utd    | Totale Scunthorpe Utd    | Totale Scunthorpe Utd    | 60         | 20         | 18         | 22         |                 | 10              | 3               | 6               | 1               |                    | -                  | -                  | -                  | -                  |             | 1           | 0           | 0           | 1           | 71     | 23     | 24     | 24     | 32,39      |                  |
| mar.-giu. 2017           | Coventry City            | FL1                      | 11         | 4          | 1          | 6          | FACup+CdL       | -               | -               | -               | -               | -                  | -                  | -                  | -                  | -                  | FLT         | 1           | 1           | 0           | 0           | 12     | 5      | 1      | 6      | 41,67      | Sub. 23º (retr.) |
| 2017-2018                | Coventry City            | FL2                      | 46+3       | 22+2       | 9+1        | 15+0       | FACup+CdL       | 5+1             | 4+0             | 0+0             | 1+1             | -                  | -                  | -                  | -                  | -                  | FLT         | 3           | 1           | 1           | 1           | 58     | 29     | 11     | 18     | 50,00      | 6º (prom.)       |
| 2018-2019                | Coventry City            | FL1                      | 46         | 17         | 11         | 18         | FACup+CdL       | 1+1             | 0+0             | 0+0             | 1+1             | -                  | -                  | -                  | -                  | -                  | FLT         | 3           | 0           | 1           | 2           | 51     | 17     | 12     | 22     | 33,33      | 8º               |
| 2019-2020                | Coventry City            | FL1                      | 34         | 18         | 13         | 3          | FACup+CdL       | 7+2             | 3+1             | 4+0             | 0+1             | -                  | -                  | -                  | -                  | -                  | FLT         | 4           | 1           | 2           | 1           | 47     | 23     | 19     | 5      | 48,94      | 1º (prom.)       |
| 2020-2021                | Coventry City            | FLC                      | 46         | 14         | 13         | 19         | FACup+CdL       | 1+2             | 0+1             | 0+1             | 1+0             | -                  | -                  | -                  | -                  | -                  | -           | -           | -           | -           | -           | 49     | 15     | 14     | 20     | 30,61      | 16º              |
| 2021-2022                | Coventry City            | FLC                      | 46         | 17         | 13         | 16         | FACup+CdL       | 2+1             | 1+0             | 1+0             | 0+1             | -                  | -                  | -                  | -                  | -                  | -           | -           | -           | -           | -           | 49     | 18     | 14     | 17     | 36,73      | 12º              |
| 2022-2023                | Coventry City            | FLC                      | 46+3       | 18+1       | 16+2       | 12+0       | FACup+CdL       | 1+1             | 0+0             | 0+0             | 1+1             | -                  | -                  | -                  | -                  | -                  | -           | -           | -           | -           | -           | 51     | 19     | 18     | 14     | 37,25      | 5º               |
| 2023-2024                | Coventry City            | FLC                      | 46         | 17         | 13         | 16         | FACup+CdL       | 6+1             | 4+0             | 2+0             | 0+1             | -                  | -                  | -                  | -                  | -                  | -           | -           | -           | -           | -           | 53     | 21     | 15     | 17     | 39,62      | 9º               |
| lug.-nov. 2024           | Coventry City            | FLC                      | 14         | 4          | 3          | 7          | FACup+CdL       | 0+3             | 0+2             | 0+0             | 0+1             | -                  | -                  | -                  | -                  | -                  | -           | -           | -           | -           | -           | 17     | 6      | 3      | 8      | 35,29      | Eson.            |
| Totale Coventry City     | Totale Coventry City     | Totale Coventry City     | 360+6      | 144+3      | 97+1       | 120+0      |                 | 39              | 18              | 8               | 13              |                    | -                  | -                  | -                  | -                  |             | 16          | 6           | 5           | 5           | 421    | 171    | 113    | 137    | 40,62      |                  |
| gen.-giu. 2025           | Stoke City               | FLC                      | 21         | 6          | 7          | 8          | FACup+CdL       | 2+0             | 1+0             | 1+0             | 0+0             | -                  | -                  | -                  | -                  | -                  | -           | -           | -           | -           | -           | 23     | 7      | 8      | 8      | 30,43      | Sub., 18°        |
| 2025-2026                | Stoke City               | FLC                      | 1          | 1          | 0          | 0          | FACup+CdL       | 0+0             | 0+0             | 0+0             | 0+0             | -                  | -                  | -                  | -                  | -                  | -           | -           | -           | -           | -           | 1      | 1      | 0      | 0      | 100,00&    |                  |
| Totale Stoke City        | Totale Stoke City        | Totale Stoke City        | 22         | 7          | 7          | 8          |                 | 2               | 1               | 1               | 0               |                    | -                  | -                  | -                  | -                  |             | -           | -           | -           | -           | 24     | 8      | 8      | 8      | 33,33      |                  |
| Totale carriera          | Totale carriera          | Totale carriera          | 706        | 273        | 188        | 245        |                 | 73              | 28              | 20              | 25              |                    | -                  | -                  | -                  | -                  |             | 25          | 9           | 7           | 9           | 804    | 310    | 215    | 279    | 38,56      |                  |

## Palmarès

### Giocatore

#### Competizioni nazionali
- Coppa d'Inghilterra: 1

Manchester Utd: 1989-1990
- Charity Shield: 1

Manchester Utd: 1990
- Coppa di Lega inglese: 1

Leicester City: 1996-1997

#### Competizioni internazionali
- Coppa delle Coppe: 1

Manchester Utd: 1990-1991
- Supercoppa UEFA: 1

Manchester Utd: 1991

### Allenatore

#### Competizioni nazionali
- Football League Trophy: 1

Coventry City: 2016-2017
- Football League One: 1

Coventry City: 2019-2020